# 笑沢自然公園
笑沢自然公園（えみさわしぜんこうえん）は宮城県登米市に開設された公園である。

## 概要
笑沢自然公園は、豊里町地区では北東部にあたる丘陵地帯の中腹にある。低木の桜がおよそ300本、及び栗の木が植えられており、春の桜、秋の栗拾いと二重に楽しめる。公園より更に山側の眺望が開けたところにある樹齢が約1000年と推定される笠松が、町の天然記念物に指定され、登米市に引き継がれている。幹回り1.2m、樹高約10m、枝を四方に張り出した景観が、まるで笠のようなことが名前の由来である。公園外ではあるが、訪れる人々には公園とセットで憩いの場と考えられている。眼下に登米地方や箟岳山、涌谷町、石巻市桃生町などを見渡すことが出来る。

## 周辺の見所
- 鴇波洗堰（カラバット）
- 平筒沼
- 香林寺山門
- 北上川河川歴史公園
- 赤生津館跡
- 産直がんばる館
- 豊里・津山渡船場跡

## アクセス
- JR気仙沼線御岳堂駅から車で10分
- 三陸沿岸道路桃生豊里ICから車で20分